# Чесний, розумний, неодружений…
«Чесний, розумний, неодружений…» (рос. «Честный, умный, неженатый…») — радянський художній фільм 1981 року, режисера  Олексія Корєнєва, знятий на кіностудії «Мосфільм».

## Сюжет
Бригадир комсомольсько-молодіжної бригади будівельників БАМу, який домігся трудових успіхів і заробив собі авторитет і славу, приїжджає у відпустку в рідне маленьке містечко, з якого колись пішов в армію. Зустрінутий як передовик-герой і місцева знаменитість, він, однак, розуміє, що тут він зовсім чужий: наречена не дочекалася, вийшовши заміж за його кращого друга, рідні дорікають «легким життям в борг» і приїздом «на все готовеньке». Чесний, розумний, неодружений, але нікому не потрібний, він не знаходить собі тут місця. Розуміючи, що тут він зовсім чужий, не дочекавшись закінчення відпустки, їде знову на БАМ.

## У ролях
- Лев Пригунов —  Артем Дольников, головна роль
- Галина Польських —  Анна Дольникова
- Марина Дюжева —  Катя
- Олександр Єрмаков —  Антон
- Геннадій Ялович —  Кашкін, інженер .
- Юрій Кузьменков —  Гриша, дільничний
- Тетяна Ташкова —  Тамара, продавчиня
- Олена Аржанік —  Ніна Леонідівна, вожата
- Володимир Ізотов —  Толік
- Володимир Коровкін —  Федотович
- Ілля Колосов —  Стьопка
- Сергій Антонов —  епізод
- Ірина Димченко —  Галя
- Ірина Мурзаєва —  Марія

## Знімальна група
- Режисер — Олексій Корєнєв
- Сценарист — Олег Ждан
- Оператор — Олександр Рябов
- Композитор — Євген Крилатов
- Художник — Елеонора Немечек